# U-17-Fußball-Südamerikameisterschaft der Frauen 2008
Die U-17-Fußball-Südamerikameisterschaft der Frauen 2008 fand vom 12. bis zum 30. Januar 2008 statt. Es war die erste Ausgabe des Turniers.
Der Turniersieger sowie die Zweit- und Drittplatzierten qualifizierten sich für die U-17-Weltmeisterschaft 2008 in Neuseeland. Aus der Veranstaltung ging die U-17 Kolumbiens als Sieger hervor. Torschützenkönigin des Turniers war mit sieben erzielten Treffern die Paraguayerin Karen Ruíz Díaz.

## Spielorte
Die Partien der U-17-Südamerikameisterschaft fanden in drei Stadien statt.
- Estadio Municipal Roberto Bravo Santibáñez – Melipilla – 3.000 Plätze
- Complejo Deportivo del Banco Santander – Peñalolén – 300 Plätze
- Estadio Municipal Matías Vidal Pérez – Villarrica – 3.000 Plätze

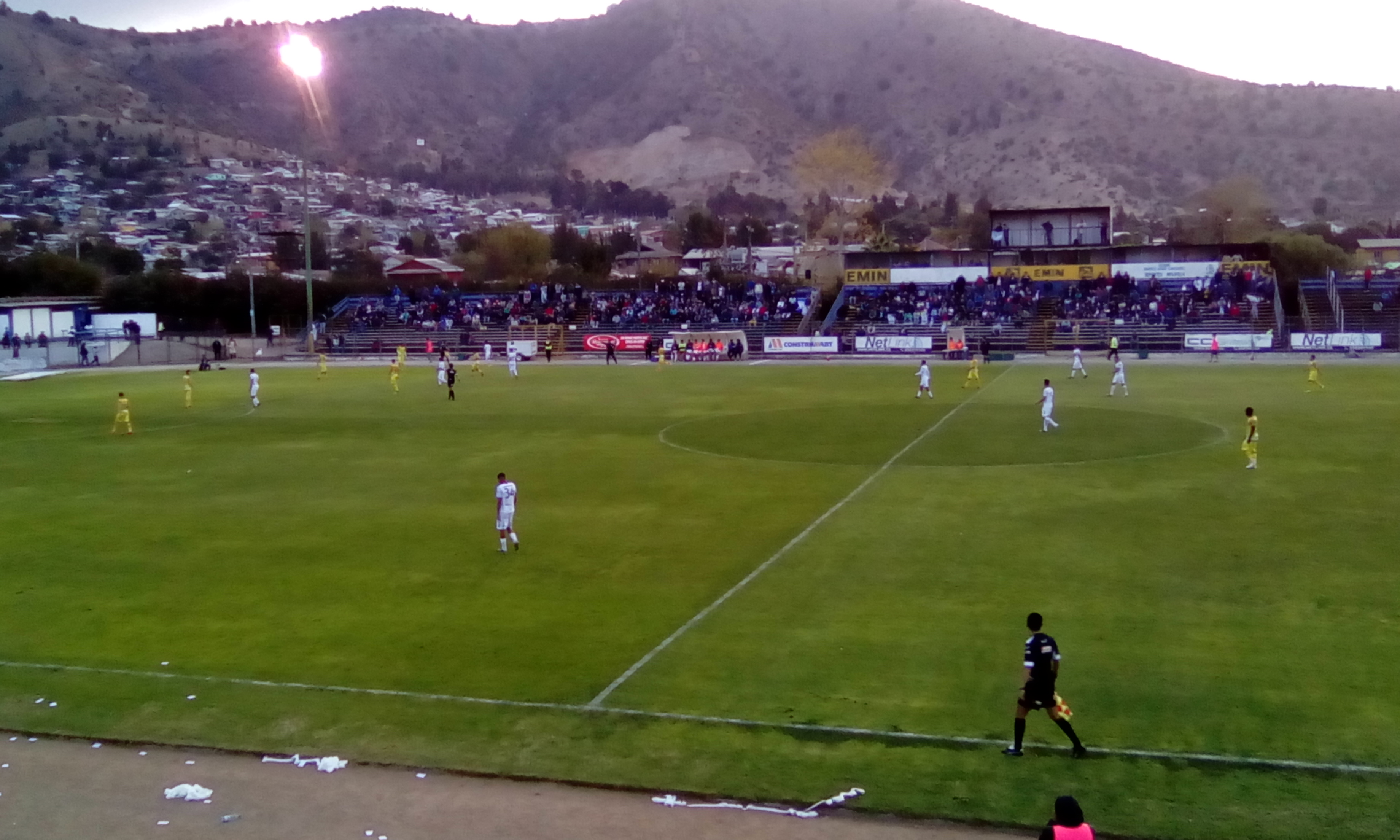
Estadio Municipal Roberto Bravo Santibáñez

## Modus
Gespielt wurde eine Vorrunde in zwei Fünfer-Gruppen. Die anschließende Finalphase mit den zwei gruppenbesten Mannschaften wurde ebenfalls im Gruppenmodus ausgetragen.
Es nahmen am Turnier die Nationalmannschaften Argentiniens, Boliviens, Brasiliens, Chiles, Ecuadors, Kolumbiens, Paraguays, Perus, Uruguays und Venezuelas teil.

## Gruppenphase

### Gruppe A
| Pl.                             | Land        | Sp. | S | U | N | Tore    | Diff. | Punkte |
| ------------------------------- | ----------- | --- | - | - | - | ------- | ----- | ------ |
| 1.                              | Argentinien | 4   | 3 | 0 | 1 | 010:400 | +6    | 09     |
| 2.                              | Kolumbien   | 4   | 2 | 2 | 0 | 010:200 | +8    | 08     |
| 3.                              | Chile       | 4   | 1 | 2 | 1 | 006:600 | ±0    | 05     |
| 4.                              | Ecuador     | 4   | 1 | 2 | 1 | 004:400 | ±0    | 05     |
| 5.                              | Bolivien    | 4   | 0 | 0 | 4 | 002:150 | −13   | 0      |
| Qualifiziert für die Finalrunde |             |     |   |   |   |         |       |        |

|                             |   |             |           |
| 12.1. in Estadio Santibáñez |   |             |           |
| Chile                       | – | Ecuador     | 1:1 (0:1) |
| Argentinien                 | – | Bolivien    | 5:1 (3:0) |
| 14.1. in Estadio Santibáñez |   |             |           |
| Chile                       | – | Bolivien    | 4:0 (2:0) |
| Ecuador                     | – | Kolumbien   | 1:1 (1:1) |
| 17.1. in Estadio Santibáñez |   |             |           |
| Bolivien                    | – | Ecuador     | 1:2 (0:0) |
| Argentinien                 | – | Kolumbien   | 0:3 (0:2) |
| 19.1. in Estadio Santibáñez |   |             |           |
| Chile                       | – | Kolumbien   | 1:1 (0:1) |
| Argentinien                 | – | Ecuador     | 1:0 (1:0) |
| 22.1. in Estadio Santibáñez |   |             |           |
| Chile                       | – | Argentinien | 0:4 (0:2) |
| Bolivien                    | – | Kolumbien   | 0:5 (0:3) |

### Gruppe B
| Pl.                             | Land      | Sp. | S | U | N | Tore    | Diff. | Punkte |
| ------------------------------- | --------- | --- | - | - | - | ------- | ----- | ------ |
| 1.                              | Brasilien | 4   | 4 | 0 | 0 | 012:300 | +9    | 12     |
| 2.                              | Paraguay  | 4   | 3 | 0 | 1 | 015:700 | +8    | 09     |
| 3.                              | Peru      | 4   | 2 | 0 | 2 | 005:900 | −4    | 06     |
| 4.                              | Uruguay   | 4   | 1 | 0 | 3 | 005:900 | −4    | 03     |
| 5.                              | Venezuela | 4   | 0 | 0 | 4 | 006:160 | −10   | 0      |
| Qualifiziert für die Finalrunde |           |     |   |   |   |         |       |        |

|                                   |   |           |           |
| 13.1. in Complejo Banco Santander |   |           |           |
| Peru                              | – | Paraguay  | 1:4 (1:3) |
| Brasilien                         | – | Uruguay   | 1:0 (0:0) |
| 15.1. in Complejo Banco Santander |   |           |           |
| Uruguay                           | – | Paraguay  | 1:4 (1:2) |
| Venezuela                         | – | Brasilien | 2:3 (2:2) |
| 18.1. in Complejo Banco Santander |   |           |           |
| Peru                              | – | Uruguay   | 1:0 (0:0) |
| Venezuela                         | – | Paraguay  | 0:6 (0:4) |
| 20.1. in Complejo Banco Santander |   |           |           |
| Peru                              | – | Venezuela | 3:2 (2:2) |
| Brasilien                         | – | Paraguay  | 5:1 (3:0) |
| 23.1. in Complejo Banco Santander |   |           |           |
| Uruguay                           | – | Venezuela | 4:2 (3:2) |
| Brasilien                         | – | Peru      | 3:0 (1:0) |

## Finalrunde
| Pl.                                                                                            | Land        | Sp. | S | U | N | Tore    | Diff. | Punkte |
| ---------------------------------------------------------------------------------------------- | ----------- | --- | - | - | - | ------- | ----- | ------ |
| 1.                                                                                             | Kolumbien   | 3   | 2 | 0 | 1 | 012:600 | +6    | 06     |
| 2.                                                                                             | Brasilien   | 3   | 2 | 0 | 1 | 008:700 | +1    | 06     |
| 3.                                                                                             | Paraguay    | 3   | 1 | 0 | 2 | 007:100 | −3    | 03     |
| 4.                                                                                             | Argentinien | 3   | 1 | 0 | 2 | 005:900 | −4    | 03     |
| U-17-Südamerikameister und qualifiziert für die U-17-WM 2008 Qualifiziert für die U-17-WM 2008 |             |     |   |   |   |         |       |        |

|                        |   |           |           |
| 26.1. in Estadio Pérez |   |           |           |
| Argentinien            | – | Paraguay  | 2:1 (0:0) |
| Brasilien              | – | Kolumbien | 3:1 (3:1) |
| 28.1. in Estadio Pérez |   |           |           |
| Argentinien            | – | Kolumbien | 1:4 (0:3) |
| Brasilien              | – | Paraguay  | 1:4 (1:0) |
| 30.1. in Estadio Pérez |   |           |           |
| Argentinien            | – | Brasilien | 2:4 (1:2) |
| Kolumbien              | – | Paraguay  | 7:2 (3:1) |

## Schiedsrichterinnen
- Salomé di Iorio
- Sirley Cornejo
- Carolina González
- Karina Triviño
- Adriana Correa
- Norma González
- Claudia Ortega
- Silvia Reyes
- Gabriela Bandeira
- Alejandra Trucidos